# Mänttä kyrka

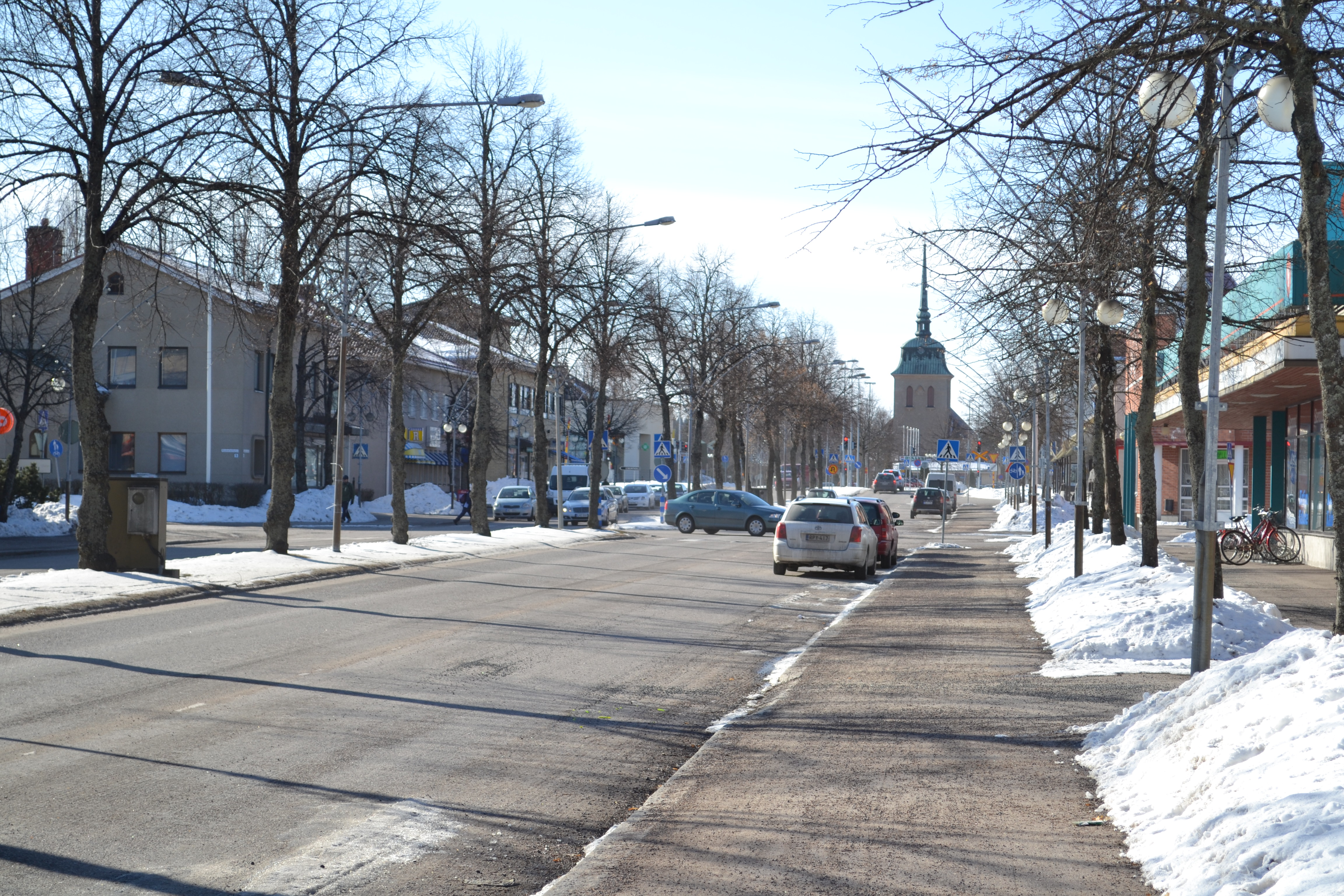
Kyrkogatan i Mänttä

Mänttä kyrka är en kyrkobyggnad i Mänttä i landskapet Birkaland i Finland. Den ritades av Wäinö Palmqvist och invigdes 1928.
Det lokala massa- och pappersbruket G.A. Serlachius Oy byggde kyrkan på egen bekostnad och donerade därefter kyrkan till den 1921 bildade Mänttä församling. Byggnaden är korsformad i sten i nordisk nybarock stil och rymmer cirka 450 personer. Den är 37 meter hög och har en kupol som är 13 meter över golvnivån.
Mänttä kyrka är invändigt rikligt utsmyckad med konst. Altartavlan målades av Alvar Cawén och visar Maria och barnet Jesus omgivna av får, såsom en lokal tolkning av julevangeliet. Kvinnan från Mänttä, som var modell, sitter med sitt barn i armarna, omgiven av fåren till Joenniemi herrgård. Alvar Cawén har också skapat de målade glasfönstren på altarstyckets sidor, medan det målade glasfönstret på orgelläktaren gjordes av Eric Ehrström. 
I kyrkan finns också 35 träskulpturer av Hannes Autere. Dessa skildrar företeelser ur kyrkohistorien och från kyrkolivet på ett folkligt sätt. Trärelieferna på altarräcket beskriver Jesu livsfas. På predikstolen finns humoristiskt skildrade episoder. På orgelläktaren finns nio reliefer med traditionellt finländskt liv och arbete som motiv.